# Aleš Křetínský
Aleš Křetínský (* 12. prosince 1974, Brno) je bývalý český hokejový obránce. Svou kariéru začal v Kometě Brno. Mezi jeho další působiště patřily zejména HC Znojemští Orli a Dukla Trenčín, naposledy hrál v sezóně 2011/2012 v klubu HK 36 Skalica.

## Hráčská kariéra
- 1992-93 HC Královopolská Brno (1. liga)
- 1993-94 HC Královopolská Brno (1. liga)
- 1994-95 HC Haná VTJ Kroměříž (2. liga)
- 1995-96 Rebel Havlíčkův Brod (2. liga)
- 1996-97 HC Kometa Brno (1. liga)
- 1997-98 HC Kometa Brno (1. liga)
- 1998-99 HC Olomouc (1. liga)
- 1999-00 HC Slezan Opava (1. liga)
- 2000-01 HC Slezan Opava (1. liga)
- 2001-02 HC eD'System Senators (1. liga)

HC Znojemští Orli (E)
- 2002-03 HC Znojemští Orli (E)
- 2003-04 HC Znojemští Orli (E)
- 2004-05 HC Znojemští Orli (E)

HC Vítkovice (E)
HC Oceláři Třinec (E)
- 2005-06 HK 36 Skalica (E SVK)
- 2006-07 HK Dukla Trenčín (E SVK)
- 2007-08 HK Dukla Trenčín (E SVK)
- 2008-09 HK Dukla Trenčín (E SVK)

HC Kometa Brno (1. liga)
- 2009/2010 HC Kometa Brno (E)
- 2010/2011 HC VCES Hradec Králové (1. liga)
- 2011/2012 Salith Šumperk, HK 36 Skalica

Celkem v Extralize: 160 zápasů (ke konci sezony 2008/2009).